# Iodure de (cyclopentadiényl)fer dicarbonyle
L'iodure de (cyclopentadiényl)fer dicarbonyle est un complexe organofer de formule chimique (η5-C5H5)Fe(CO)2I. Parfois désigné sous l'abréviation FpI, il s'agit d'un solide brun foncé, soluble dans les solvants organiques usuels, dont la molécule adopte une géométrie en tabouret de piano. C'est un intermédiaire dans la préparation d'autres organofers ainsi que de ferraboranes. Signalé pour la première fois en 1956, il est synthétisé par réaction du diiode I2 avec le dimère de (cyclopentadiényl)fer dicarbonyle [(η5-C5H5)Fe(CO)2]2 :
[(η5-C5H5)Fe(CO)2]2 + I2 ⟶ 2 (η5-C5H5)Fe(CO)2I.
La molécule a une symétrie Cs avec un plan de symétrie coupant l'iodure, le fer et un atome de carbone du cycle cyclopentadiényle. La cristallographie aux rayons X donne les longueurs de liaison suivantes : 172 pm du fer au centroïde du cycle cyclopentadiényle, 261 pm du fer à l'iode, et 178 pm du fer au carbonyle.